# هیو دین
هیو دین (انگلیسی: Hugh Dane; ۲۱ اکتبر ۱۹۴۲ – ۱۶ مهٔ ۲۰۱۸) بازیگر اهل ایالات متحده آمریکا بود. وی بین سال‌های ۱۹۸۹ تا ۲۰۱۸ میلادی فعالیت می‌کرد. او بیشتر برای بازی کردن نقش مامور امنیتی هنک در مجموعه تلویزیونی اداره شناخته شده‌است.
از فیلم‌ها یا برنامه‌های تلویزیونی که وی در آن نقش داشته‌است می‌توان به جوگیر، لذت سواری و ساقدوش‌ها  اشاره کرد.